# Chavalatschkamm
Der Chavalatschkamm, auch Costainaskamm oder Fallaschkamm genannt, ist eine Gebirgsgruppe bzw. -untergruppe der Ortler-Alpen an der Grenze zwischen Italien und der Schweiz bzw. Südtirol und Graubünden. Nach anderen Systematiken wird er, speziell in der Schweiz, den Münstertaler Alpen oder Bündner Alpen zugerechnet.
Der Kamm löst sich am Stilfser Joch (2757 m s.l.m.) vom Ortler-Hauptkamm und streicht rund 15 Kilometer lang nordwärts zwischen dem Münstertal im Westen und dem Trafoital und unteren Suldental im Osten, ehe er zum Talboden des Vinschgaus abfällt. Auf italienischer Seite ist er dabei im Nationalpark Stilfserjoch unter Schutz gestellt. 
Der erste Gipfelpunkt ist die direkt am Stilfser Joch gelegene Dreisprachenspitze (2843 m), gefolgt vom höchsten Berg der Gruppe, der Rötlspitze (auch Piz Cotschen; 3026 m). An der Rötlspitze löst sich auch in nordwestliche Richtung der bedeutendste Seitenkamm des Chavalatschkamms, der den Piz Val Gronda (2880 m) trägt. An der Furkelspitze (auch Piz Costainas, 3004 m) erreicht der Chavalatschkamm letztmals die Dreitausendermarke, nordwärts erheben sich in der Folge unter anderem der Fallaschkopf (2902 m), der Piz Chavalatsch (2763 m) und zuletzt der Plaschweller (2534 m) sowie das Glurnser Köpfl (2395 m).
Die einzige Schutzhütte des Gebiets ist die Furkelhütte. 